# Catharacta
Los págalos, escúas, salteadores o gaviotas de rapiña (Catharacta) forman un género de aves marinas caradriformes de la familia de los stercoráridos.

## Taxonomía
Descripción original
Este género fue descrito originalmente en el año 1764 por el zoólogo y mineralólogo danés Morten Thrane Brünnich, al describir también a Catharacta skua, su especie tipo por designación posterior del naturalista, zoólogo, botánico y ornitólogo alemán Heinrich Gottlieb Ludwig Reichenbach.
Etimología
Etimológicamente, el término Catharacta deriva de la palabra del idioma griego katarhaktes (katarrhaktes) que significa ‘que se precipita, desploma, o lanza’. Aristóteles llamó así a un ave marina con esos hábitos de captura, la que Conrad von Gesner identificó con una gaviota coincidente con la gran escúa.

### Subdivisión

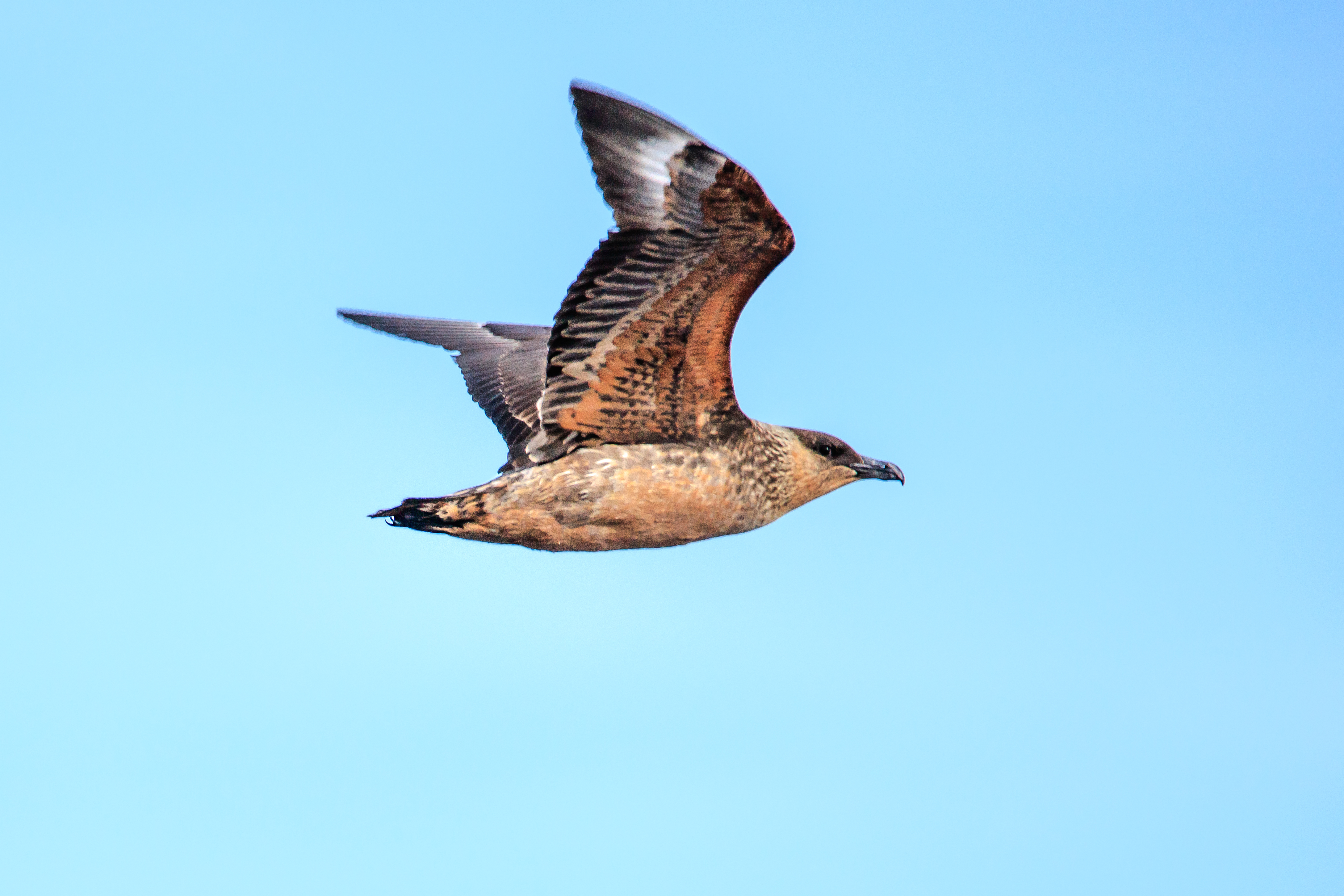
Un págalo chileno (Catharacta chilensis) en el canal Beagle, exhibiendo el característico tono canela del plumaje ventral.

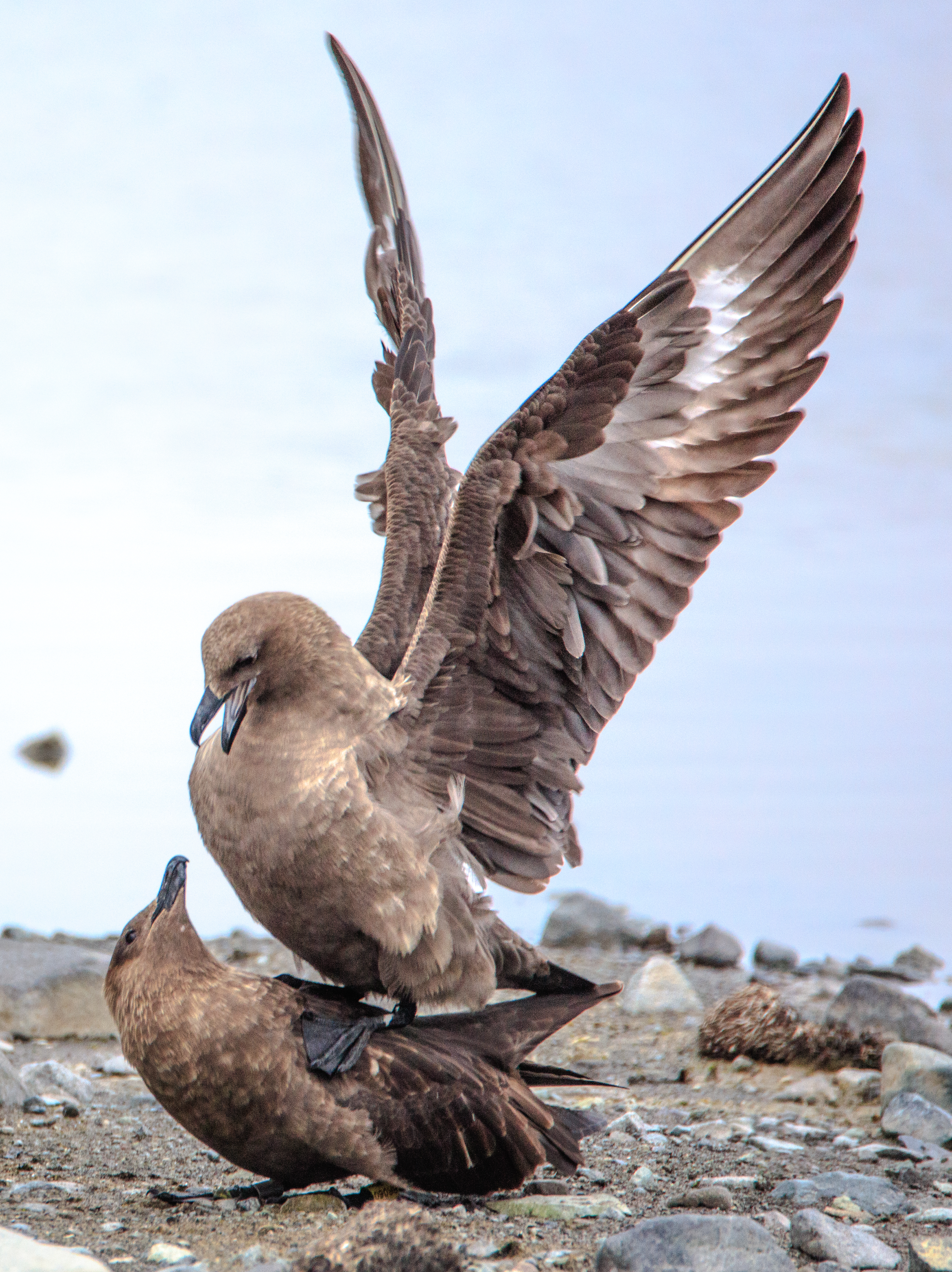
Pareja de págalos subantárticos (Catharacta antarctica).

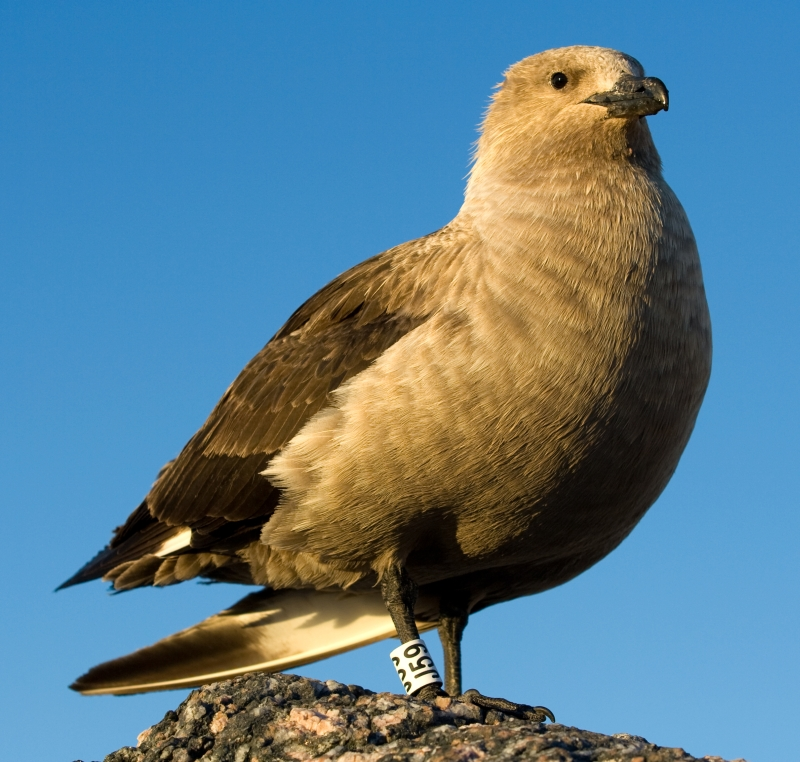
Un págalo polar (Catharacta maccormicki).

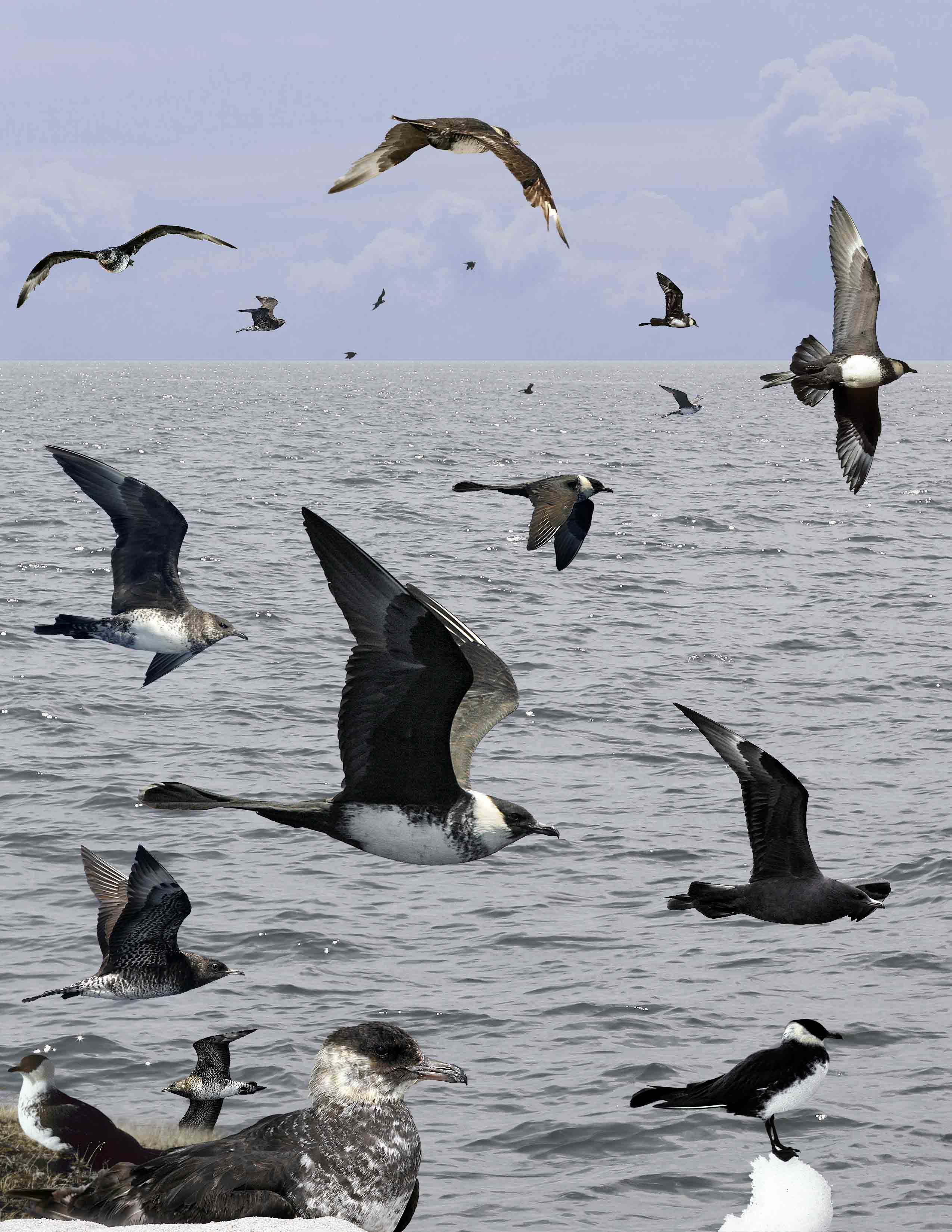
Un págalo pomarino (Catharacta pomarina).

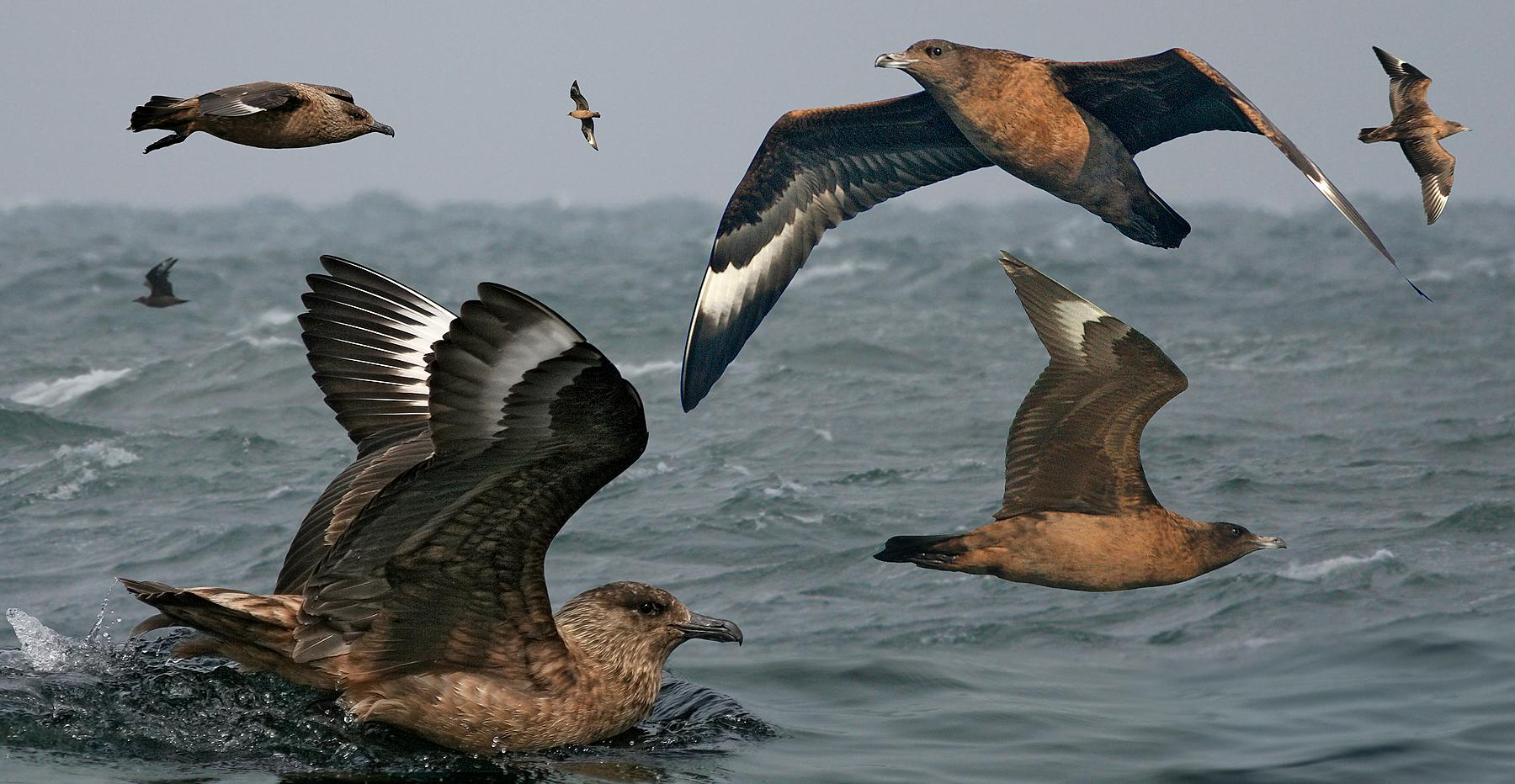
Págalo chileno (Catharacta chilensis).

El género Catharacta se compone de alrededor de 7 especies (dependiendo de la autoridad):
- Catharacta antarctica (Lesson, 1831)[8] Págalo subantártico
- Catharacta chilensis (Bonaparte, 1857)[9] Págalo chileno
- Catharacta hamiltoni (Hagen, 1952)[10] Págalo de Tristán da Cunha
- Catharacta lonnbergi Mathews, 1912[11] Págalo antártico
- Catharacta maccormicki (Saunders, 1893)[12] Págalo polar
- Catharacta pomarina (Temminck, 1815)[13] Págalo pomarino
- Catharacta skua Brünnich, 1764[2] Págalo grande.

### Historia taxonómica
Tradicionalmente la familia Stercorariidae se clasificó como compuesta por dos géneros, Catharacta Brünnich, 1764 y Stercorarius Brisson, 1760, pero hacia finales de la década de 1990 todos los actuales integrantes de Catharacta fueron reunidos en el género Stercorarius, es decir, junto con los actuales salteadores pequeños —S. longicaudus Vieillot, 1819 y S. parasiticus (Linnaeus, 1758)— ya que estudios genéticos de genoma mitocondrial habían arrojado una menor afinidad de Stercorarius pomarinus —anteriormente un Stercorarius sensu stricto— con los salteadores pequeños que con las especies de Catharacta sensu stricto, por lo que algunos, para evitar la fusión a un único género, había intentado conciliar la división genérica clásica con la nueva información, proponiendo el colocar a esa especie problemática en su propio monotípico género (Coprotheres), reconociendo así el carácter morfológico distintivo que la separa de las tradicionales Catharacta; sin embargo, esto fue algo muy poco aceptado.
Finalmente, en el año 2016, Caio J. Carlos propuso para la familia Stercorariidae una clasificación cladística por secuenciación, derivada de las hipótesis y resultados de varios trabajos anteriores de otros colegas, en la cual se volvió a escindir a Stercorarius sensu lato rehabilitando Catharacta, pero, esta vez, incluyendo en este a Stercorarius pomarinus/Coprotheres pomarinus (Catharacta pomarina).
Los especialistas de la organización internacional dedicada a la conservación de los recursos naturales Unión Internacional para la Conservación de la Naturaleza (IUCN) —la cual elabora la obra Lista Roja de Especies Amenazadas—, también coinciden en que Stercorariidae está compuesta por 2 géneros, pero con la salvedad de que juzgan que Catharacta está integrado solo por 4 especies: Catharacta antarctica, Catharacta chilensis, Catharacta skua y Catharacta maccormicki, al estimar que se debe tratar apenas como subespecies de esta última a Catharacta hamiltoni y Catharacta lonnbergi, además, mantienen a Catharacta pomarina en el género Stercorarius (Stercorarius pomarinus).

## Características
Los integrantes del género Catharacta son aves de tamaño mediano a grande (de 46 a 64 cm de longitud y pesos de 550 a 2100 g), con plumajes dorsales de colores gris, o marrón, exhibiendo en las alas sectores blancos en la base de las primarias; ventralmente son blancuzcos, grisáceos, pardos o castaños (en algunas especies o fases con salpicado de blanco u ocre, al igual que el dorso). Presentan fuertes picos de tonos oscuros y ápice en gancho; patas oscuras con dedos que terminan en afiladas garras y entre ellos se desarrolla una membrana interdigital, la que les permite moverse fácilmente cuando acuatizan en la superficie del mar.

## Hábitos de vida
Todas las especies de Catharacta vuelan de forma rápida, ágil y acrobáticamente; están relacionadas con el medio marino, pudiendo vivir durante meses en alta mar, lejos de las costas; realizan migraciones de larga distancia. Son aves muy agresivas, de vocalizaciones ásperas, como una risa de 4 a 12 notas. Al estar posadas en el suelo suelen mantener las alas elevadas y extendidas.
Su alimento lo obtienen de formas variadas: mediante el carroñeo de mamíferos marinos (cetáceos y pinnípedos); hostigando a otras aves marinas, hasta que estas sueltan las presas capturadas o, si ya las habían tragado, hasta que las regurgitan; también predan sobre otras aves marinas, tanto sobre ejemplares adultos como, en especial, sobre los huevos y pichones de las especies que nidifican colonialmente; además, capturan roedores, peces e invertebrados marinos.

### Nidificación
Los componentes del género Catharacta nidifican en latitudes templado-frías, subpolares y polares, en la tundra y en el borde costero continental, así como en islas e islotes. Lo hacen de manera solitaria o en colonias dispersas. El nido es apenas una ligera excavación expuesta en suelo arenoso o entre piedras, sin el aporte de materiales. Allí la hembra realiza una postura de 2 huevos (siendo de un solo huevo en el caso de parejas inexpertas) de coloración críptica  (oliváceos con pintas castañas, pardas y grises), a los que defienden agresivamente de cualquier intruso que pueda representar un peligro potencial.